# Мукмин-Каратай
Мукмин-Каратай — село Лениногорского района Республики Татарстан.
Расположено на реке Каратай в 25 км к западу от Лениногорска. Территория поселения богата полезными ископаемым, крупными месторождениями нефти, газа, а также строительными материалами: известняком, глиной, песчано-гравийной смесью.

## Население
| 2012 | 2013 | 2014 | 2015 | 2016 | 2017 |
| ---- | ---- | ---- | ---- | ---- | ---- |
| 315  | ↗318 | ↘311 | ↘298 | ↘290 | ↘288 |

## История
В «Списке населенных мест по сведениям 1859 года», изданном в 1864 году, населённый пункт упомянут как казённая и башкирская деревня Мукшень-Каратай 1-го стана Бугульминского уезда Самарской губернии. Располагалась при речке Каратайке, по границе 2-го стана Бугульминского уезда, в 50 верстах от уездного города Бугульмы и в 40 верстах от становой квартиры в казённой и башкирской деревне Альметева (Альметь-муллина). В деревне, в 54 дворах жили 352 человека (158 мужчин и 194 женщины), была мечеть.
Мукмин-Каратайский сельский Совет образован в 1918 году. В 1954 году он объединился со Старо-Иштерякским сельским Советом. В 1992 году они разъединились и Мукмин-Каратайский сельский Совет стал самостоятельным.
На территории поселения расположено ООО «Лениногорье», которое занимается выращиванием скота, растениеводством.

## Достопримечательности
Памятник погибшим в Великой Отечественной войне 1941—1945 гг.